# Wilhelm Dillenburger
Wilhelm Dillenburger (vollständiger Name Wilhelm Kasimir Ferdinand Dillenburger, * 7. Juli 1810 in Essen; † 23. April 1882 in Breslau) war ein deutscher Klassischer Philologe, Gymnasialdirektor und Provinzialschulrat.

## Leben
Wilhelm Dillenburger, der Sohn des Schneidermeisters Wilhelm Dillenburger († 1829), besuchte von 1819 bis 1820 das Progymnasium in Dorsten und von 1820 bis Herbst 1828 das Gymnasium in Essen. Anschließend studierte er an der Universität Bonn vom Wintersemester 1828/29 bis Ende 1831 Klassische Philologie. Zu seinen akademischen Lehrern zählten die Philologen Karl Friedrich Heinrich, August Ferdinand Naeke und Friedrich Gottlieb Welcker, die Historiker Barthold Georg Niebuhr und Johann Wilhelm Löbell, der Germanist August Wilhelm Schlegel, der Philosoph Christian August Brandis, der evangelische Theologe Friedrich Bleek und der Mathematiker Wilhelm Adolf Diesterweg. Am 14. Dezember 1831 bestand Dillenburger die Lehramtsprüfung in den Fächern Latein und Griechisch für alle Klassen.
Nach dem Studium ging Dillenburger an sein heimisches Gymnasium in Essen, wo er von 1831 bis 1832 das Probejahr absolvierte und anschließend als Hilfslehrer unterrichtete. Außer den alten Sprachen unterrichtete er auch Deutsch und Geografie in der Mittelstufe. Von Ostern 1834 bis Pfingsten 1835 war er Hauslehrer bei der Familie von Bongart, die er auf Reisen in Belgien und Nordfrankreich begleitete. Nach seiner Rückkehr ging er als Hilfslehrer an das St. Michael-Gymnasium zu Münstereifel, wo er am 15. Dezember 1835 eine Festanstellung als ordentlicher Lehrer erhielt. 1838 wurde er zum zweiten Oberlehrer befördert. Zum 1. April 1841 wechselte er an das Gymnasium in Aachen und holte von da aus seine Promotion an der Universität Tübingen nach. Vom 20. Mai 1844 bis zum August 1849 war er Direktor des Willibrord-Gymnasiums Emmerich.
1849 wechselte Dillenburger in die Schulverwaltung und zog nach Königsberg, wo er die neugeschaffene Stelle als katholischer Provinzialschulrat für die Provinz Preußen einnahm. In dieser Funktion überwachte er alle katholischen Gymnasien, Progymnasien und Lehrerseminare sowie die katholischen Volksschulen in Ostpreußen. Mit seinem protestantischen Amtskollegen Wilhelm Schrader und mit dem Gymnasialdirektor Rudolf Ferdinand Leopold Skrzeczka (1808–1874) knüpfte er freundschaftliche Bande. Zum 1. April 1866 wechselte er als Provinzialschulrat der Provinz Schlesien nach Breslau, wo er bis an sein Lebensende tätig war. Sein wichtigster Vertrauter und Freund wurde auch hier sein protestantischer Amtskollege, Julius Sommerbrodt, mit dem er auch gemeinsam das pädagogische Seminar leitete. Aus gesundheitlichen Gründen ersuchte er am 13. September 1881 um seine Pensionierung, aber noch ehe es dazu kam, starb er am 23. Mai 1882 im Alter von 71 Jahren.
Dillenburger beschäftigte sich neben dem Schuldienst zeitlebens mit der Dichtung des Horaz, der er textkritische Studien und eine Schulausgabe widmete, die bis zu seinem Tod sieben Auflagen erlebte. Für seine pädagogische und wissenschaftliche Tätigkeit wurde er mehrfach ausgezeichnet. 1855 erhielt er den preußischen Roten Adlerorden 4. Klasse (1873 3. Klasse mit Schleife), 1866 wurde er zum Geheimen Regierungsrat ernannt.
Wilhelm Dillenburger war ab dem 16. September 1837 mit Wilhelmine Wichterich († 1887) verheiratet, mit der er eine Tochter und vier Söhne bekam. Seine Tochter Emilie (1841–1910) heiratete den Anatomen Heinrich Wilhelm Waldeyer.

## Schriften (Auswahl)
- Quaestionum Horatianarum particula I. Köln 1838
- Quaestionum Horatianarum particula II. Köln 1841
- Horatianorum particula II. Emmerich 1845 (Schulprogramm)
- Geschichte des Gymnasiums zu Emmerich. Emmerich 1845–1846 (Schulprogramm)
- Q. Horatii Flacci opera omnia. Recognovit et commentariis in usum scholarum instruxit Guil. Dillenburger. Bonn 1844. 2. Auflage 1848. 3. Auflage 1854. 4. Auflage 1860. 5. Auflage 1867. 6. Auflage 1875. 7. Auflage 1881